# Альма де Парадеда
Графиня Діна Альма де Парадеда (нім. Komtess Dina Alma de Paradeda; 1871, імовірно Ріо-де-Жанейро — 8 грудня 1906, 35 років, Бреслау), була світською левицею бразильського походження, відомою за обставинами своєї смерті (самоотруєння на очах у лікаря, який після огляду тіла засвідчив, що Альма була чоловіком) і подальший інтерес ЗМІ та сексологів до історії; численні публікації про цю смерть зробили її однією з перших задокументованих найбільш відомих імен трансгендерних чоловіків.

## Перші роки життя
Де Парадеда народилася в 1871 році під іменем Альфред (або Альфредо) в сім'ї бразилійки та, ймовірно, іспанського графа, консула в Ріо-де-Жанейро, і мала принаймні одного брата. Після смерті батька її мати знову вийшла заміж, цього разу за заможного німецького лікаря, який жив у Бразилії.

## Європа
Між 1899 і 1900 роками де Парадеда вже була помітною фігурою берлінських балів. Під час одного з них у 1903 році її зустрів Магнус Гіршфельд (1868—1935), який пізніше кілька разів описав цю зустріч у своїх працях. Він згадав, що вона була одягнена в паризьку червону шовкову вечірню сукню з мереживами вартістю понад 2000 франків. Де Парадеда часто відвідувала місцеве берлінське кафе, які відвідував Гіршфельд, і викликала інтерес місцевих кіл, тому Гіршфельд почав розмову з нею.
Де Парадеду описували як жінку з багатьма талантами, включаючи гру на фортепіано, кулінарію та ручну роботу, наприклад прикрасу капелюхів. Вона також була хорошим співрозмовником, яка викликала інтерес своїми історіями з Бразилії чи Парижа, розвіюючи будь-які початкові сумніви чи недовіру, спричинені її зростом чи низьким голосом. Багато джерел згадують про її високу, але дуже струнку фігуру та її елегантність у дорогому одязі та аксесуарах.

## Обставини смерті
Невдовзі після зустрічі з Гіршфельдом де Парадеда вирушила до Парижа, де була відома як графиня де Парадеда, і оточила себе матеріальними благами, слугами, та запрошувала людей до своєї вишуканої квартири. Десь у Парижі вона зустріла «скромного» (за описом Гіршфельда) вчителя німецької, який приїхав туди вивчати французьку, на прізвище пан Меєр, нім. Herr Meyer. 28 жовтня 1906 року де Парадеда покинула Париж і переїхала до Бреслау (Нижня Сілезія, тоді Королівство Пруссія, Німецька імперія) як наречена Меєра, зустрілася з його друзями та сім'єю та зняла нову квартиру. Вона була дружньою з власницею квартири (landlord), яка дозволила їй перефарбувати квартиру та відремонтувати її, а її донька називала Альму «тьотею Діді».
Незважаючи на щоденні візити свого нареченого, де Парадеда дуже ревнувала його та його друзів, які не довіряли їй і ставили під сумнів. Їхнє приватне розслідування минулого де Парадеди виявило, що її вітчим нещодавно повернувся з Бразилії до Німеччини, і що в нього був пасинок на ім'я Альфред, але не падчерка на ім'я Альма. Де Парадеда погрожувала Меєру смертю в разі розриву заручин. Нарешті розірвавши заручини, він доніс поліції на свою колишню наречену (одна інформація стверджує, що донос стався лише після того, як де Парадеда спробувала увірватися до його квартири). Коли комісар кримінальної поліції прибув до квартири де Парадеди, графиня залишалася спокійною та серйозною, не даючи поліцейському жодного приводу для втручання. Тим не менш, де Парадеда була настільки засмучена втручанням, що викликала свого довіреного лікаря (який був нездужаючим і послав асистента). Де Парадеда відмовився від наказу асистента роздягтися і пройти медичний огляд. За його наполяганням вона попросила хвилинку для себе і на хвилину зникла в іншій кімнаті. Через кілька хвилин вона повернулася, сіла перед лікарем і, вже заявивши про готовність до огляду, раптом впала на землю і за хвилину помирала в сильних конвульсіях. Комісар, який раніше відвідував квартиру, знайшов несвіже тіло та повністю збентеженого лікаря, який оглянув тіло, виявивши, що фізично воно було чоловічої статі.
Історія про «нареченого з Бреслау» була опублікована в газетах по всьому світу, включаючи німецькомовну Indiana Tribüne у США та Poverty Bay Herald у Новій Зеландії. Дві книги, натхненні історією графині, були написані: Mein Zimmerherr Марі Ремер (Marie Römer), яка стверджувала, що є landlord та розповідає правдиву історію, і вигадану, частково натхненну реальними подіями, Tagebuch einer männlichen Braut [Щоденник чоловічої нареченої]. Книга Ремер уривками нагадує газетні статті, що робить її претензії на те, щоб бути landlord, дискусійним.